# Jonathan Glazer
Jonathan Glazer (Londra, 26 marzo 1965) è un regista e sceneggiatore britannico.
Attivo nel campo cinematografico, pubblicitario e dei videoclip musicali, è stato candidato due volte al Premio Oscar nella categoria miglior regista e migliore sceneggiatura non originale per La zona d'interesse, film per il quale si è aggiudicato il Grand Prix Speciale della Giuria al Festival di Cannes.

## Biografia
Nato a Londra, si laurea alla Nottingham Trent University con una specializzazione in sceneggiatura e regia teatrale, successivamente inizia la sua gavetta lavorando come montatore per la BBC. Dopo aver partecipato alla realizzazione di tre cortometraggi per la Academy Commercials, verso la metà degli anni novanta entra nel circuito dei videoclip musicali, lavorando per i più noti artisti rock, come Massive Attack, Radiohead, Jamiroquai e molti altri. Nel 1997 viene nominato agli MTV Video Music Awards come regista dell'anno e il videoclip Rabbit in Your Headlights degli Unkle, da lui diretto, ottiene numerosi riconoscimenti. Oltre a dirigere videoclip, Glazer è anche un noto regista di spot pubblicitari, avendone girati per Nike, Stella Artois (Devil's Island) e Guinness (Swimblack).
Nel 2000 esordisce al cinema con il suo primo lungometraggio, la commedia gangsteristica Sexy Beast - L'ultimo colpo della bestia, mentre nel 2004 scrive e dirige Birth - Io sono Sean, con Nicole Kidman. Nel 2013 gira Under the Skin, basato sul romanzo Sotto la pelle di Michel Faber e interpretato da Scarlett Johansson.

## Filmografia

### Film
- Sexy Beast - L'ultimo colpo della bestia (Sexy Beast) (2000) - solo regista
- Birth - Io sono Sean (Birth) (2004)
- Under the Skin (2013)
- La zona d'interesse (The Zone of Interest) (2023)

### Cortometraggi
- Mad (1994)
- Commission (1997)
- The Fall (2019)
- Strasbourg 1518 (2020)
- First Light: Alexander McQueen (2020) - solo regista

### Videoclip
- 1995 - Massive Attack: Karmacoma
- 1995 - Blur: The Universal
- 1996 - Radiohead: Street Spirit (Fade Out)
- 1996 - Jamiroquai: Virtual Insanity
- 1997 - Jamiroquai: Cosmic Girl (versione 2)
- 1997 - Nick Cave and the Bad Seeds: Into My Arms
- 1997 - Radiohead: Karma Police
- 1998 - Unkle feat. Thom Yorke: Rabbit in Your Headlights
- 2000 - Richard Ashcroft: A Song for the Lovers
- 2006 - Massive Attack: Live with Me
- 2009 - The Dead Weather: Treat Me Like Your Mother

### Spot pubblicitari (lista parziale)
- 2001 - Dreamer - Guinness
- 2002 - Odyssey - Levi Strauss & Co.
- 2003 - Evil - Barclays
- 2003 - Bull - Barclays
- 2003 - Chicken - Barclays
- 2004 - Bar - Band Aid 20
- 2004 - Double Don - Band Aid 20
- 2004 - Rant - Band Aid 20
- 2004 - Razor - Band Aid 20
- 2006 - Ice Skating Priests - Stella Artois
- 2006 - Paint - Bravia
- 2006 - Clay - Motorola Red
- 2010 - Temptation - Cadbury Flake
- 2010 - Kaka - Sony
- 2010 - Last Tango in Compton - Volkswagen Polo
- 2013 - The Ring - Audi
- 2014 - Risk Everything - Nike per i Mondiali di calcio 2014
- 2019 - Flight - Apple
- 2024 - The Galleria - Prada

## Riconoscimenti
- Premi Oscar
  - 2024 - Candidatura al miglior regista per La zona d'interesse
  - 2024 - Candidatura alla miglior sceneggiatura non originale per La zona d'interesse
  - 2024 - Miglior film in lingua straniera per La zona d'interesse
- Premi BAFTA
  - 2001 - Candidatura al miglior film britannico per Sexy Beast - L'ultimo colpo della bestia
  - 2015 - Candidatura al miglior film britannico per Under the Skin
  - 2024 - Miglior film britannico per La zona d’interesse
  - 2024 - Miglior film in lingua straniera per La zona d’interesse
  - 2024 - Candidatura al miglior regista per La zona d’interesse
- Gotham Independent Film Awards
  - 2014 - Candidatura al miglior film per Under the Skin
  - 2014 - Candidatura all'Audinece Award per Under the Skin
  - 2023 - Candidatura alla miglior sceneggiatura per La zona d'interesse
  - 2023 - Candidatura al miglior film internazionale per La zona d'interesse
- MTV Video Music Awards
  - 1997 - Migliori effetti speciali per Virtual Insanity
  - 1997 - Candidatura al miglior regista per Virtual Insanity
  - 1997 - Candidatura al miglior montaggio per Virtual Insanity
  - 1998 - Candidatura al miglior regista per Karma Police
- Satellite Award
  - 2002 - Candidatura al miglior regista per Sexy Beast - L'ultimo colpo della bestia
  - 2024 - Candidatura al miglior regista per La zona d'interesse
  - 2024 - Candidatura alla miglior sceneggiatura non originale per La zona d'interesse